# دانا (تگزاس)
دانا، تگزاس(به انگلیسی: Donna, Texas) شهری در ایالت تگزاس از ایالات جنوبی ایالات متحده آمریکا است. در سرشماری سال ۲۰۰۰، جمعیت این شهر ۱۴۷۶۸ نفر اعلام شد.